# B'z The Best "Treasure"
『B'z The Best "Treasure"』（ビーズ・ザ・ベスト・トレジャー）は、日本の音楽ユニット・B'zがデビュー10周年となる1998年9月20日にRooms RECORDSからリリースした2枚目の公認ベスト・アルバムである。新録の「Pleasure'98 〜人生の快楽〜」と「RUN -1998 style-」を除く曲はリマスタリングされている。

## 概要
B'zデビュー10周年を記念して発売されたベスト・アルバム第2弾。ジャケットが銀一色に彩られており、そのデザインから通称「銀盤」と呼ばれている。収録曲はベスト・アルバム『B'z The Best "Pleasure"』収録曲を除く、24thシングル『さまよえる蒼い弾丸』までに発売された曲の中でファン投票を行い、その上位曲が選ばれた（詳しい順位は後述）。そのため、シングル表題曲が中心だった『B'z The Best "Pleasure"』と比べ、2nd beat（カップリング曲）やアルバム収録曲が多く収録されている（発売の経緯は『B'z The Best "Pleasure"』の項目を参照）。ファン投票は『B'z The Best "Pleasure"』に同封されたハガキで実施され、好きな曲を3曲選ぶことができた。
前作の爆発的ヒットを受け、『B'z The Best "Pleasure"』から漏れたシングル曲がほとんど収録されている。14曲目の「RUN -1998 style-」終了後、しばらくすると、シークレットトラックとして、「HOME」のアコースティック・バージョンがワンコーラス聴ける。このバージョンでは、サビで松本がコーラスを担当している。
本作収録曲を決める投票において、「ハピネス」・「YOU&I」・「NATIVE DANCE」・「消えない虹」・「さよならなんかは言わせない」・「MOVE」・「Wonderful Opportunity」・「孤独のRunaway」・「だからその手を離して」・「OH! GIRL」の中で、最終リクエスト20位だった曲は何か（正解者の中から10万名に、音に反応して正解の曲が流れるB'z人形がプレゼントされる）というクイズが、CD封入のはがきで行われた。正解は、「Wonderful Opportunity」だったが、応募締め切り直前までヒント等がほとんど発表されなかった結果、正解者は50,197名に留まった。よって、抽選で約5万名の不正解者にも人形がプレゼントされることになった。なお、B'z人形から流れる「Wonderful Opportunity」は今回のために録り直しされている。現在までにCD化はされていないが、2008年に発売されたDVD『B'z LIVE-GYM Hidden Pleasure 〜Typhoon No.20〜』のアニメーションパートで聴くことができる。また、『B'z The Best "Pleasure"』と同様に、はがき裏面のアンケートに答えると、20世紀末まで、毎月100人にTシャツが当たるプレゼントも行われていた。
初回生産特典として「Treasure : B'z Chronicle 1988～1998 10th anniversary special issue」という、B'zの秘蔵写真や雑誌のインタビュー記事などが載った100ページにも及ぶ本が付属していた。第2生産特典では、アメリカのUSPC社製のB'z特製トランプが付属しており、全4種類だった。
銀一色のジャケットに対し、ロゴは青色となっている。『B'z The Best "Pleasure"』のロゴは赤色であるが、これはビートルズのベスト・アルバム『ザ・ビートルズ1962年〜1966年』、『ザ・ビートルズ1967年〜1970年』が通称「赤盤」、「青盤」と呼ばれていることからモチーフを得ている。
ジャケットデザインは、稲葉浩志と松本孝弘のみで構成されたワンシーンで、ストーリー性がある。本作は『B'z The Best "Pleasure"』から10秒後のシーンであり、ライブハウスに入り、その開演前にバーで盛り上がっているシーンである。よく見ると、バーの額縁にアルバム『SURVIVE』のジャケット写真が飾られている。
なお、発売日の1998年9月20日はB'zが1988年9月21日にシングル・アルバム同時発売でメジャーデビューしてから満10年目の日である。
本作発売時には前作『B'z The Best "Pleasure"』同様、主要CDショップに於いて購入先着でB'zのオリジナルグッズが当たる抽選会"B'z DAY"が行なわれた。
収録曲の曲順に関しては松本が構成したものを稲葉が1回聴き、それを基に若干変更し決定した。時間はそんなにかからなかったという。
第13回日本ゴールドディスク大賞でロック・アルバム・オブ・ザ・イヤーを受賞した。

## 記録
- 前作『B'z The Best "Pleasure"』の大ヒットを受けてリリースしたこともあり、前作に続き大ヒットとなり、B'zのシングル・アルバム含め2番目のセールスとなっている。
- 上記のとおり発売日がデビュー満10年目となったために日曜日発売となり、オリコンでの集計期間が（前日発売分と併せて）2日間だったにもかかわらず、週間初動は約250万枚と驚異的な売上を記録し（アルバム初動売上歴代4位、当時は2位）、さらに2週目も100万枚以上を売上げ、globeの『globe』以来2週連続でミリオンを記録した[注釈 3]。また、プラネット調べでは、発売初週に173万8390枚を売り上げた[9]。
- 本作と同年5月発売の『B'z The Best "Pleasure"』と合わせて約1000万枚を売り上げ、1998年間アルバムチャートで1位、2位を独占した（詳しくは『B'z The Best "Pleasure"』の項を参照）[10]。
- オリコンでは約440万枚の売上だが発売元発表によると、500万枚を売り上げている[11]。
- オリコンチャート年間1位を獲得していない作品では歴代1位の売上。
- 歴代アルバム売上チャート5位
- 歴代ベストアルバム売上チャート3位
- 歴代アルバム初動売上チャート4位

※売上はいずれも（株）オリコン調べ。

## 収録曲
| 全作詞: 稲葉浩志、全作曲: 松本孝弘。 |                                      |           |            |                              |      |
| #                                    | タイトル                             | 作詞      | 作曲・編曲 | 編曲                         | 時間 |
| 1.                                   | 「BLOWIN'」                          | 稲葉浩志  | 松本孝弘   | 松本孝弘・明石昌夫           | 3:55 |
| 2.                                   | 「恋心(KOI-GOKORO)」                 | 稲葉浩志  | 松本孝弘   | 松本孝弘・明石昌夫           | 3:49 |
| 3.                                   | 「TIME」                             | 稲葉浩志  | 松本孝弘   | 松本孝弘・明石昌夫           | 4:57 |
| 4.                                   | 「Liar! Liar!」                      | 稲葉浩志  | 松本孝弘   | 松本孝弘・稲葉浩志・徳永暁人 | 3:23 |
| 5.                                   | 「ねがい」                           | 稲葉浩志  | 松本孝弘   | 松本孝弘・稲葉浩志           | 3:29 |
| 6.                                   | 「愛しい人よGood Night...」          | 稲葉浩志  | 松本孝弘   | 松本孝弘・明石昌夫           | 6:15 |
| 7.                                   | 「Pleasure'98 〜人生の快楽〜」       | 稲葉浩志  | 松本孝弘   |                              | 4:44 |
| 8.                                   | 「ミエナイチカラ 〜INVISIBLE ONE〜」 | 稲葉浩志  | 松本孝弘   | 松本孝弘・稲葉浩志           | 4:41 |
| 9.                                   | 「もう一度キスしたかった」           | 稲葉浩志  | 松本孝弘   | 松本孝弘・明石昌夫           | 4:39 |
| 10.                                  | 「FIREBALL」                         | 稲葉浩志  | 松本孝弘   | 松本孝弘・稲葉浩志           | 4:14 |
| 11.                                  | 「Real Thing Shakes」                | 稲葉浩志  | 松本孝弘   | 松本孝弘・稲葉浩志           | 4:14 |
| 12.                                  | 「MOTEL」                            | 稲葉浩志  | 松本孝弘   | 松本孝弘・明石昌夫           | 4:23 |
| 13.                                  | 「いつかのメリークリスマス」         | 稲葉浩志  | 松本孝弘   | 松本孝弘・明石昌夫           | 5:38 |
| 14.                                  | 「RUN -1998 style-」                 | 稲葉浩志  | 松本孝弘   |                              | 5:49 |
| 合計時間:                            | 合計時間:                            | 合計時間: | 64:10      |                              |      |

| #         | タイトル     | 作詞      | 作曲・編曲 | 編曲               | 時間 |
| --------- | ------------ | --------- | ---------- | ------------------ | ---- |
| 15.       | 「夢見が丘」 |           |            | 松本孝弘・稲葉浩志 | 4:41 |
| 合計時間: | 合計時間:    | 合計時間: | 68:51      |                    |      |

## 楽曲解説
1. BLOWIN'
  - 10thシングル。アルバム初収録。
  - 2008年にリリースされた『B'z The Best "ULTRA Treasure"』では別バージョンで収録されたため、2013年に『B'z The Best XXV 1988-1998』がリリースされるまではシングルバージョンの音源は本作にしか収録されていなかった。
2. 恋心(KOI-GOKORO)
  - 11thシングル『ZERO』2nd beat。アルバム初収録。
3. TIME
  - 10thシングル『BLOWIN'』2nd beat。アルバム初収録。
4. Liar! Liar!
  - 23rdシングル。
5. ねがい
  - 16thシングル。シングルバージョンとしてはアルバム初収録。
6. 愛しい人よGood Night...
  - 7thシングル。このアルバムの中で一番古い音源である。
7. Pleasure'98 〜人生の快楽〜
  - 8thシングル『LADY NAVIGATION』の2nd beat「Pleasure'91 〜人生の快楽〜」の新録版。ギターの音が太くなり、エンディングのキーボードがピアノに変更されるなど、音も打ち込みではなく生音を多く使うようになっている。二番Aメロの歌詞も変更されている。Pleasureシリーズの語源となったナンバー。このほかにも「Pleasure'95」「Pleasure 2000」「Pleasure 2003」「Pleasure 2008」「Pleasure 2013」「Pleasure 2018」「Pleasure 2023」が存在し（音源化しているのは2008年バージョンのみであり、それ以外はライブのみの発表）、それぞれ時間軸にそったストーリーが展開されている。今回のバージョンでは「Pleasure'95」より更に成長した主人公の姿を描いたという[12]。原曲も含めてアルバム初収録。
  - ライブで歌詞を変えて披露していた経緯もあり、ファン投票の結果を見て新録する方向で決めていたと松本が述べている[7]。
8. ミエナイチカラ 〜INVISIBLE ONE〜
  - 19thシングル『ミエナイチカラ 〜INVISIBLE ONE〜/MOVE』1st beat。アルバム初収録。
9. もう一度キスしたかった
  - 5thアルバム『IN THE LIFE』収録曲。
10. FIREBALL
  - 21stシングル。
11. Real Thing Shakes
  - 20thシングル。アルバム初収録。
  - 日本国内では2013年に『B'z The Best XXV 1988-1998』がリリースされるまでは本作にのみ収録されていた。
12. MOTEL
  - 15thシングル。アルバム初収録。
13. いつかのメリークリスマス
  - 4thミニアルバム『FRIENDS』収録曲。
14. RUN -1998 style-
  - 日産「アベニール」CMソング。
  - 6thアルバム『RUN』収録曲の「RUN」の新録版で、英語のコーラス（曲の終わりに聴こえるコーラスと同じもの）で曲が始まるようになっていたり、ギターの音も太くなっているほか、稲葉の歌い方もオリジナルと比べるとワイルドになっている。
  - レコーディングは、オリジナルバージョンと同じメンバーで行われた[13]。
  - 新録にあたっては「RUN」の歌詞の内容が影響したと松本が述べており、リリースから6年を経て今なりのものを制作したという[7]。
  - 隠しトラックとして「RUN -1998 style-」終了後に無音を挟んで「HOME」（アコースティック・ギターとボーカルのみのアレンジ）が収録されている[14]。
15. 夢見が丘
  - 8thアルバム『LOOSE』収録曲。台湾盤、香港盤にのみ収録されているボーナス・トラック。

## タイアップ
- 日産「アベニール」CMソング（#14）

## 投票結果
※出典
- 1位：恋心(KOI-GOKORO)（11th Single『ZERO』2nd beat）
- 2位：BLOWIN'（10th Single）
- 3位：ねがい（16th Single）
- 4位：もう一度キスしたかった（5th Album『IN THE LIFE』収録）
- 5位：TIME（10th Single『BLOWIN'』2nd beat）
- 6位：いつかのメリークリスマス（4th Mini Album『FRIENDS』収録）
- 7位：Liar! Liar!（23rd Single）
- 8位：Pleasure'91 〜人生の快楽〜（8th Single『LADY NAVIGATION』2nd beat）
- 9位：MOTEL（15th Single）
- 10位：Real Thing Shakes（20th Single）
- 11位：ミエナイチカラ 〜INVISIBLE ONE〜（19th Single『ミエナイチカラ 〜INVISIBLE ONE〜／MOVE』1st beat）
- 12位：RUN（6th Album『RUN』収録）
- 13位：愛しい人よGood Night...（7th Single）
- 14位：FIREBALL（21st Single）

- 15位：スイマーよ!!（9th Album『SURVIVE』収録）
- 16位：OH! GIRL（2nd Album『OFF THE LOCK』収録）
- 17位：MOVE（19th Single『ミエナイチカラ 〜INVISIBLE ONE〜／MOVE』2nd beat）
- 18位：さよならなんかは言わせない（6th Album『RUN』収録）
- 19位：孤独のRunaway（3rd Mini Album『MARS』収録）
- 20位：Wonderful Opportunity（5th Album『IN THE LIFE』収録）
- 21位：YOU & I（16th Single『ねがい』2nd beat）
- 22位：だからその手を離して（1st Single）
- 23位：NATIVE DANCE（6th Album『RUN』収録）
- 24位：ハピネス（9th Album『SURVIVE』収録）
- 25位：消えない虹（8th Album『LOOSE』収録）

## 参加ミュージシャン
- 松本孝弘：ギター、ベース（#10）、全曲作曲・編曲
- 稲葉浩志：ボーカル、全曲作詞、編曲（#4.5.8.10-11）
- 明石昌夫：マニピュレーター（#1-3.6.12.14）、ベース（#2.7.8.12.14[13]）、編曲 （#1-3.6.9.12-13）
- 徳永暁人：ベース（#4）、編曲（#4）
- 中村“キタロー”幸司：ベース（#5）
- トニー・フランクリン：ベース（#11）
- 田中一光：ドラム（#2.3.7.14[13]）
- 山木秀夫：ドラム（#5.10）
- 青山純：ドラム（#6.8.12）
- グレッグ・ビソネット：ドラム（#11）
- 小野塚晃：ピアノ（#5.12）、シンセサイザー （#5）
- 増田隆宣：ピアノ（#7）、オルガン （#7.8.12）、キーボード（#14[13]）
- JOSEPH MICHAEL SZEIBERT：キーボード（#11）
- 勝田一樹：サクソフォーン （#2.5）
- 古村敏比古：サクソフォーン（#14）
- 澤野博敬：トランペット（#2）
- 佐々木史郎：トランペット（#5）
- 小林太：トランペット（#5）
- 野村裕幸：トロンボーン（#2）
- 中路英明：トロンボーン（#5）
- 高原由妃：コーラス（#2）
- 生沢佑一：コーラス（#5）
- 千葉彩由美：コーラス（#5）
- 池田大介：マニピュレーター（#8）、編曲（#8）
- 日色純一Strings：ストリングス （#12）
- B+U+M（#1-3.12）